# Petra Moroder
Petra Moroder (ur. 3 czerwca 1968 w Bolzano) – włoska narciarka specjalistka narciarstwa dowolnego. Jej największym sukcesem jest srebrny medal w jeździe po muldach wywalczony podczas mistrzostw świata w Altenmarkt. Jej najlepszym wynikiem olimpijskim jest 11. miejsce w jeździe po muldach na igrzyskach olimpijskich w Albertville. Najlepsze wyniki w Pucharze Świata osiągnęła w sezonie 1989/1990, kiedy to zajęła 15. miejsce w klasyfikacji generalnej, a w klasyfikacji jazdy po muldach była piąta.
W 1998 r. zakończyła karierę.

## Osiągnięcia

### Igrzyska olimpijskie
| Miejsce | Dzień     | Rok  | Miejscowość | Konkurencja      | Zwycięzca            |
| ------- | --------- | ---- | ----------- | ---------------- | -------------------- |
| 11.     | 13 lutego | 1992 | Albertville | Jazda po muldach | Donna Weinbrecht     |
| 22.     | 12 lutego | 1994 | Lillehammer | Jazda po muldach | Stine Lise Hattestad |
| 22.     | 11 lutego | 1998 | Nagano      | Jazda po muldach | Tae Satoya           |

### Mistrzostwa świata
| Miejsce | Dzień     | Rok  | Miejscowość | Konkurencja      | Zwycięzca            |
| ------- | --------- | ---- | ----------- | ---------------- | -------------------- |
| 7.      | 3 marca   | 1989 | Oberjoch    | Jazda po muldach | Raphaëlle Monod      |
| 7.      | 12 lutego | 1991 | Lake Placid | Jazda po muldach | Donna Weinbrecht     |
| 2.      | 13 marca  | 1993 | Altenmarkt  | Jazda po muldach | Stine Lise Hattestad |
| 23.     | 8 lutego  | 1997 | Iizuna      | Jazda po muldach | Candice Gilg         |

### Puchar Świata

#### Miejsca w klasyfikacji generalnej
- sezon 1986/1987: 40.
- sezon 1987/1988: 16.
- sezon 1988/1989: 24.
- sezon 1989/1990: 15.
- sezon 1990/1991: 26.
- sezon 1991/1992: 24.
- sezon 1992/1993: 32.
- sezon 1993/1994: 27.
- sezon 1995/1996: 77.
- sezon 1996/1997: 104.
- sezon 1997/1998: 66.

#### Miejsca na podium
1. Mont Gabriel – 9 stycznia 1988 (Jazda po muldach) – 2. miejsce
2. Lake Placid – 16 stycznia 1988 (Jazda po muldach) – 2. miejsce
3. Oberjoch – 5 marca 1988 (Jazda po muldach) – 3. miejsce
4. Tignes – 16 grudnia 1989 (Jazda po muldach) – 3. miejsce
5. Inawashiro – 10 lutego 1990 (Jazda po muldach) – 3. miejsce
6. Oberjoch – 20 marca 1993 (Jazda po muldach) – 3. miejsce
7. Clusaz – 3 lutego 1994 (Jazda po muldach) – 3. miejsce
8. Clusaz – 3 lutego 1994 (Jazda po muldach) – 3. miejsce

- W sumie 2 drugie i 6 trzecich miejsc.